# لئونارد داخلینکس
لئونارد داخلینکس (انگلیسی: Léonard Daghelinckx; ۱۰ آوریل ۱۹۰۰ – ۳ مارس ۱۹۸۶) دوچرخه‌سوار اهل بلژیک بود.
وی در مسابقات کشوری و بین‌المللی در مجموع برندهٔ ۱ مدال برنز شده‌است.